# Похороните мёртвых
«Похороните мёртвых» (англ. Bury the Dead) (1936) — экспрессионистская и антивоенная пьеса американского драматурга Ирвина Шоу. В ней рассказывается об отказе от захоронения шести погибших солдат во время неустановленной войны, представляющих собой срез американского общества. Каждый восстаёт из братской могилы, чтобы выразить свои страдания, тщетность войны и свой отказ стать частью «славного прошлого». Сначала капитан и генералы говорят им, что их долг — быть похороненными, но они отказываются. Даже священник и раввин безуспешно пытаются их убедить. Газеты отказываются печатать эту историю, опасаясь, что она повредит военным усилиям. Наконец они приводят женщин, переживших их, а также жён, сестёр и даже матерей. Никто из них не преуспевает в переубеждении.
Впервые пьеса была поставлена в Нью-Йорке на Бродвее в 1936 году и имела большой успех, отразив глубокие пацифистские и антивоенные настроения американской публики того времени.

## Экранизации
В 1969 году на телеканале RTV Beograd в Югославии был продемонстрирован телевизионный фильм под названием «Похороните мёртвых».